# Richard E. Bush
Richard E. Bush (Glasgow, 23 dicembre 1924 – Waukegan, 7 giugno 2004) è stato un militare statunitense che prestò servizio nell'United States Marine Corps durante la seconda guerra mondiale, dove fu decorato con la Medal of Honor a vivente.

## Biografia
Nacque Glasgow, Kentucky il 23 dicembre 1924. In giovane età lavorò per conto del padre come conducente di trattore in una fattoria di dove si coltivava il tabacco, completando il primo anno delle scuole superiori. Il 22 settembre 1942, a Bowling Creek, si arruolò nel corpo del Marines degli Stati Uniti, venendo mandato per l’istruzione di base presso il Marine Corps Recruit Depot di San Diego, California. Al termine del corso fu trasferito ad un battaglione di formazione presso la base di Camp Elliott, dove completò l’addestramento come armiere. Assegnato al Marine Corps Raiders si distinse particolarmente, venendo promosso caporale.
Alla data dell’invasione di Okinawa prestava servizio presso il 1º Battaglione, 4º Reggimento, della 6ª Divisione Marines. Il 16 aprile 1945 condusse la sua squadra all’attacco dell’ultima linea difensiva giapponese sul Monte Yae Take, nel nord dell’isola, rimanendo ferito. Evacuato presso un posto di medicazione, mentre si trovava lì una bomba a mano nemica fu gettata tra i feriti, ed egli incurante del pericolo mise la bomba sotto il suo corpo per proteggere i compagni, un attimo prima che esplodesse. Sopravvissuto allo scoppio riportò nuove, gravissime ferite, perdendo diverse dita e la vista da un occhio.
Il 4 ottobre 1945 il presidente Harry S. Truman, in una cerimonia alla Casa Bianca, gli conferì la Medal of Honor, massima onorificenza statunitense al valor militare. Inoltre gli fu assegnata anche la seconda Purple Heart  (oro 5/16 inch star) per le ferite ricevute ad Okinawa.
Negli anni successivi alla guerra lavorò come consulente per la Veterans Administration fino al 1972, aiutando i reduci di guerra a reinserirsi nella società, ottenendo numerosi riconoscimenti nonostante i costanti problemi portatigli dalla vecchie ferite.  Si spense per problemi cardiaci a Waukegan,  il 7 giugno 2004, e la sua salma fu tumulata presso l’Ascension Catholic Cemetery di Libertyville.

### Annotazioni
1. ↑  La sua tomba si trova nella sezione 7, Block 10, Lot 63.

### Fonti
1. 1 2 3  Roggero 2012, p. 52.
2. 1 2 3 4  (EN) Marine Medals Corporal Richard E. Bush, su marinemedals.com. URL consultato il 18 gennaio 2017.
3. 1 2 3 4   History Division, United States Marine Corps, Master Gunnery Sergeant Richard E. Bush, USMC, su Who's Who in Marine Corps History. URL consultato il 21 ottobre 2007 (archiviato dall'url originale il 16 maggio 2011).
4. ↑  Roggero 2012, p. 44.
5. ↑  Rottman 2002, p. 96.
6. ↑  Rottman 2002, p. 65.
7. ↑  Naval historical Center, Online Library of Selected Images, "Master Gunnery Sergeant Richard E. Bush, USMCR (1923-2004)"> Archived copy, su history.navy.mil. URL consultato l'8 giugno 2013 (archiviato dall'url originale l'8 maggio 2013).
8. ↑   Richard Goldstein, Richard E. Bush, Who Served on Okinawa, Dies at 79, in New York Times, 13 giugno 2004. URL consultato il 12 febbraio 2009.
«Richard E. Bush, who received the Medal of Honor for leading a charge up a mountain in the World War II battle for Okinawa and then falling on a hand grenade to protect fellow marines, died last Monday at his home in Waukegan, Ill. He was 79.»

### Periodici
- Roberto Roggero, Okinawa, in Eserciti nella Storia, n. 66, Parma, Delta Editrice, gennaio-febbraio 2012,  pp. 44-52.

| Controllo di autorità | VIAF (EN) 7345156677167133770002 · LCCN (EN) no2019118124 |